# Métis belges
Pour les articles homonymes, voir Métis (homonymie).

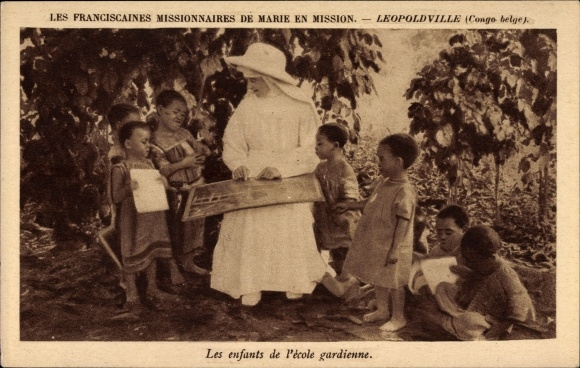
Enfants métis avec leur institutrice missionnaire à Léopoldville, ca 1930.

Les Métis belges sont principalement les descendants d’un père belge blanc et d’une mère noire ressortissante du Congo belge (actuelle République démocratique du Congo) ou du Ruanda-Urundi (Rwanda et Burundi depuis l’indépendance en 1962) nés dans les anciennes colonies belges en Afrique centrale.
Ces personnes ont été victimes d'exactions de la part de l'État belge, ce qui a été reconnu par la justice, en 2024, comme crime contre l'humanité.

## Histoire
L'enfant métis pose problème aux colonisateurs belges car son existence menace les fondements idéologiques de la domination coloniale basée sur la suprématie « naturelle » de la race européenne. Le métissage est considéré comme une source de subversion, une menace pour le prestige blanc, incarnant la dégénérescence européenne et la décadence morale. La grande majorité de ces enfants sont issus d'un père blanc et d'une mère noire ; le nombre d'enfants nés d'une mère blanche et d'un père noir durant la période coloniale est très faible.
Les législateurs belges optent pour un régime hybride :
- reconnu par son géniteur européen, le mulâtre pourra demander la citoyenneté belge en raison de sa filiation légale – mais le fait est rare.
- non reconnu par son père, l'enfant est soumis au même statut que sa mère indigène et considéré comme sujet plutôt que citoyen. Cependant, étant donné la patrilinéarité traditionnelle dans certaines régions africaines comme le Rwanda et du Burundi, l'enfant d’un père blanc n'a pas de place légitime au sein de la famille de sa mère indigène[3].

De ce fait, nombre d'enfants métis, abandonnés, sont recueillis dans des colonies scolaires fondées par décret de 1890 et financées par l'État, souvent gérées par des missions religieuses comme celles des Sœurs blanches . Les autorités locales font également pression sur les mères qui gardent leur enfant métis et s'en occupent pour qu'elles les envoient dans ces missions, réputées pour donner aux jeunes une éducation convenable.
Dès 1958, à l'approche de l'Indépendance du Congo, la situation financière des missions se dégrade et leurs responsables cherchent une solution pour des enfants dont ils ne pourront plus s'occuper et que les futurs responsables locaux ne pourront probablement pas protéger.
Cela concerne entre 14 000  et   20 000 individus selon François d’Adesky, cofondateur de l’association Métis de Belgique.
Un petit millier de ces enfants va être envoyé en Belgique,, où « la répartition des enfants métis sur l’ensemble du territoire de la Belgique s’est effectuée en séparant les fratries et a entrainé des pertes d’identité dues aux différents changements de prénoms, de noms, de dates de naissance ». Ils sont placés dans des institutions, des centres d'adoption ou des familles d'accueil, considérés comme orphelins alors que leurs mamans vivent toujours.
Les autres milliers sont abandonnés à eux-mêmes sur le terrain, des fillettes subissant les sévices de miliciens.

## Processus de reconnaissance
À la suite du combat mené par les métis et leurs ayants droit, la Chambre des représentants adopte, le 29 mars 2018, la  « Résolution relative à la ségrégation subie par les métis issus de la colonisation belge en Afrique », reconnaissant officiellement la ségrégation dont les métis ont été victimes sous le régime colonial belge et adressant une série de demandes au Gouvernement fédéral, pour pouvoir reconstituer l'histoire individuelle et collective des métis.
Cette recherche doit se dérouler en deux phases de quatre années chacune, la première (cofinancée par les Archives générales du Royaume et le SPF Affaires étrangères, Commerce extérieur et Coopération au développement) permettant la création d'une base de données rassemblant les parcours individuels, familiaux et collectifs des victimes, la seconde constituant une étude historique pour pouvoir établir les responsabilités des autorités civiles et religieuses.
Les recherches couvrent l'entièreté de la période de domination belge (depuis l'État indépendant du Congo), pour la partie africaine de son empire colonial, dans les fonds d'archives publiques et privées tant en Belgique qu'à l'étranger (comme l'Association pour la protection des Mulâtres, fondée en 1932 par la philanthrope Jeanne Rogissart soutenue par le ministre Paul Crokaert), des congrégations religieuses, l'Église protestante unie de Belgique, le Saint-Siège, etc.).
En 2019, le Premier ministre Charles Michel présente les excuses de la Belgique, en séance plénière à la Chambre, pour les injustices et les souffrances subies. Il y ajoute « Je souhaite aussi exprimer notre compassion envers les mamans africaines, dont les enfants leur ont été arrachés. ».
En 2021, un procès contre l'État est lancé par cinq femmes — Simone Ngalula, Monique Bitu Bingi, Léa Tavares Mujinga, Noelle Verbeeken et Marie-José Loshi — nées au Congo entre 1945 et 1950 et qui ont subi enlèvement et exactions. Le tribunal civil de Bruxelles les déboute, rappelant notamment que « le placement d'enfants métis dans des institutions religieuses pour des motifs raciaux n'était pas, entre 1948 et 1961, considéré par la Communauté des États comme un crime contre l'humanité ». Le droit belge n'a considéré des faits de ce type comme constitutifs de crime contre l'humanité qu'à partir de 1999.
Elles poursuivent leur combat et le 2 décembre 2024, la cour d'appel de Bruxelles, considérant que l'enlèvement des métis constituait un crime contre l'humanité, leur donne raison et condamne l'État belge à indemniser le dommage moral résultant de la perte de leur lien à leur mère et de l'atteinte à leur identité et à leur lien à leur milieu d'origine. Cet arrêt a une portée historique car c'est la première fois en Belgique qu'une cour condamne pour crime contre l'humanité l'État colonial belge, ce qui pourrait faire jurisprudence.